# Галерея старых мастеров Штросмайера
Галерея старых мастеров Штросмайера (хорв. Strossmayerova galerija starih majstora) — музей изобразительного искусства в Загребе, столице Хорватии, где хранится коллекция, подаренная городу епископом Йосипом Юраем Штросмайером в 1884 году. Расположенная по адресу: площадь Николы Шубича Зринского, дом 11, она является частью Хорватской академии наук и искусств (хорв. Hrvatska akademija znanosti i umjetnosti).
Собрание галереи включает в себя около 4000 работ, из которых около 250 экспонируются, а остальные находятся на хранении или выставлены в других музеях или галерейных учреждениях Хорватии.

## История
Галерея старых мастеров Штросмайера была открыта в ноябре 1884 года и была названа в честь её основателя Йосипа Юрая Штросмайера, епископа Джяково. Сама Хорватская академия наук и искусств, с епископом в качестве покровителя, была основана ещё в 1866 году и переехала в специально построенное здание в парке Зриневац в 1880 году, в котором был зарезервирован этаж для размещения там епископской коллекции произведений искусства.
Епископ Штросмайер приобретал картины в течение 30 лет, с момента своего назначения епископом Джяково в 1850 году. Он начал свою коллекцию с итальянского искусства, в основном с работ эпохи Возрождения из Флоренции и Венеции. В 1870-х годах, однако, он переориентировался на школы Северной Европы и искусство XVII века. В 1868 году Штросмайер решил пожертвовать свою коллекцию хорватскому народу, доверив её Академии. Он также руководил строительством неоренессансного дворца в венском стиле в Загребе, спроектированного архитектором Фридрихом фон Шмидтом, предназначавшегося для того, чтобы собранные им произведения искусства могли быть наиболее достойным образом представлены общественности. Галерея была открыта для публики 9 ноября 1884 года с демонстрацией 256 произведений искусства.
С годами коллекция галереи пополнялась новыми пожертвованиями, в том числе и работами современных художников. Среди известных филантропов, жертвовавших произведения искусства сюда, выделяются Иван Ружич, маркиз Этьен де Пьен, Анте Топич Мимара и Златко Балокович. Увеличение собрания привело в 1934 году к появлению Современной галереи.

## Коллекции

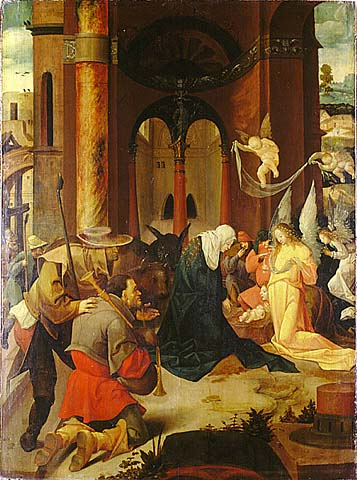
«Рождение Христа» Яна Велленса де Кока, Галерея старых мастеров Штросмайера

В Галерее старых мастеров Штросмайера выставлены работы европейских художников XIV—XIX веков. Фонды музея были разделены на три основные группы: итальянские, французские и североевропейские (немецкие, фламандские и голландские) произведения искусства, а также некоторые работы хорватских художников. Последние получили собирательное название Скьявони, происходящее от итальянского названия славян. Хотя они и родились на восточном берегу Адриатики, их жизнь и работа были тесным образом связаны с Италией.
Помимо картин в галерее также хранится Башчанская плита (хорв. Bašćanska ploča), один из старейших и наиболее значительных из сохранившихся глаголических памятников, датируемый 1102 годом. Большая статуя епископа Штросмайера работы Ивана Мештровича установлена в парке позади здания с галереей.